# Juan José Oroz
Juan José Oroz Ugalde (født 11. juli 1980) er en tidligere spansk professionel landevejsrytter.

## Tour de France
- 2008 – nr. 103 sammenlagt